# Михаил Манчев
 Тази статия е за общественика от Охрид.  За опълченеца от Сопот вижте Михаил Манчев (опълченец).  
Михаил К. Манчев е български търговец и общественик, участник във възрожденските борби в Охридско, Македония.

## Биография
Михаил Манчев е роден в Охрид, тогава в Османската империя. Занимава се с търговия и поддържа тесни връзки с търговската къща на Робеви. Активно участва в българското просветно и църковно движение в Охридско. Член е на Охридската българска община. Манчев е делегат на Охридската епархия в Първия български църковно-народен събор в Цариград от 1871 година. На 14 май същата година подписва приетия от събора устав на Българската екзархия.